# Journal of Cataract and Refractive Surgery
Das Journal of Cataract and Refractive Surgery, abgekürzt J. Cataract Refract. Surg., ist eine wissenschaftliche Fachzeitschrift, die vom Elsevier-Verlag im Auftrag der European Society of Cataract and Refractive Surgeons veröffentlicht wird. Die Zeitschrift wurde 1975 unter dem Namen American Intra-Ocular Implant Society Newsletter gegründet, änderte ihn bereits 1976 in American Intra-Ocular Implant Society Journal und heißt seit 1986 Journal of Cataract and Refractive Surgery. Sie erscheint mit zwölf Ausgaben im Jahr. Es werden Arbeiten veröffentlicht, die sich mit der chirurgischen Behandlung des Katarakts beschäftigen.
Der Impact Factor lag im Jahr 2014 bei 2,722. Nach der Statistik des ISI Web of Knowledge wird das Journal mit diesem Impact Factor in der Kategorie Chirurgie an 45. Stelle von 198 Zeitschriften und in der Kategorie Augenheilkunde an 13. Stelle von 57 Zeitschriften geführt.